# Математична енциклопедія
«Математична енциклопедія» (рос. Математическая энциклопедия) — радянське російськомовне енциклопедичне видання в п'яти томах, присвячене математичній тематиці. Випустило в 1977—1985 роках видавництво «Радянська енциклопедія». Головний редактор — академік Іван Матвійович Виноградов (1891—1983).
Фундаментальне ілюстроване видання з усіх основних розділів математики, що містить понад 6 тис. статей. Загальний обсяг становить близько 3000 сторінок. Розподіл статей за томами:
- Том 1: Абак — Гюйгенса принцип, 576 стор., 1977.
- Том 2: Д'Аламбера оператор — Кооперативная игра, 552 стор., 1979.
- Том 3: Координаты — Одночлен, 592 стор., 1982.
- Том 4: Ока теоремы — Сложная функция, 608 стор., 1984.
- Том 5: Случайная величина — Ячейка, 623 стор., 1985.
  - Додаток до тому 5: предметний покажчик, список помічених одруків.

Попередником радянської «Математичної енциклопедії» була німецька «Енциклопедія Кляйна», яка публікувалася в 1898—1934 роках. Першу спробу видати в СРСР «Велику математичну енциклопедію» зробив у 1930-ті роки академік Лузін (передбачалося запропонувати цей проєкт на Другому всесоюзному з'їзді математиків, 1934), але у зв'язку зі «справою Лузіна» (1936) проект на той час реалізований не був.

## Encyclopaedia of Mathematics
У 1987—1994 роках нідерландське видавництво Kluwer Publishers (поглинене 2004 року Springer) випустило переклад енциклопедії англійською мовою під редакцією Михіля Газевінкеля, доповнивши окремі статті коментарями; комплект розбито на 10 томів:
- Том 1. A-B, 1987, ISBN 1-55608-000-X;
- Том 2. C, 1988, ISBN 1-55608-001-8;
- Том 3. D-Fey, 1989, ISBN 1-55608-002-6;
- Том 4. Fib-H, 1989, ISBN 1-55608-003-4;
- Том 5. I-Lit, 1990, ISBN 1-55608-004-2;
- Том 6. Lob-Opt, 1990, ISBN 1-55608-005-0;
- Том 7. Orb-Ray, 1991, ISBN 1-55608-006-9;
- Том 8. Rea-Sti, 1992, ISBN 1-55608-007-7;
- Том 9. Sto-Zyg, 1993, ISBN 1-55608-008-5;
- Том 10. Предметний покажчик, 1994, ISBN 1-55608-009-3.

Комплекту з десяти томів надано ISBN 1-55608-010-7.
У 1997 (ISBN 0-7923-4709-9), 2000 (ISBN 0-7923-6114-8) та 2002 роках (ISBN 1-4020-0198-3) вийшло три додаткових томи, що включили близько двох тисяч нових статей. 1998 року енциклопедія вийшла на CD-ROM (ISBN 0-7923-4805-2).
Після поглинання видавництвом Springer енциклопедію викладено у вільний доступ (eom.springer.de), а 2011 гоку перенесено на вікі-рушій (MediaWiki з розширенням MathJax) у домені encyclopediaofmath.org, організовано редакційну колегію під патронажем Європейського математичного товариства, яка відстежує зміни та доповнення. Авторські права на вміст статей, опублікованих у паперовому виданні, збережено за видавництвом Springer, але нові статті та коментарі поширюються під вільною ліцензією CC-SA.

## Інші математичні енциклопедії
- Енциклопедичний математичний словник (Японія, 1954)
- Математичний енциклопедичний словник (СРСР, 1988)
- Математична енциклопедія Кляйна (Німеччина, 1898—1933)